# Марков Василь Сергійович
Васи́ль Сергі́йович Ма́рков (1905 , Менший Колодезь, Єлецький повітd, Орловська губернія, Російська імперія  — 2 червня 1978 , Москва, СРСР, Російська СФРР ) — український компартійний діяч, депутат Верховної Ради СРСР 1—5-го скликань (1941–1962), депутат Верховної Ради УРСР 1-го скликання (1938–1947). Член Ревізійної Комісії КП(б)У (1938–1940). Член ЦК КП(б)У (1940–1956). Член ЦК КПРС (1956–1961).

## Біографія
Народився 1905 року в родині селянина в селі Меньшой Колодезь, тепер Єлецький район, Липецька область, Росія. У 1914–1917 роках навчався у сільській школі, працював підпаском пастуха суспільного стада у селі Менший Колодязь. У жовтні 1917 — листопаді 1919 року — кур'єр Сергіївського волосного ревкому Орловської губернії. У листопаді 1919 — березні 1922 року — кур'єр, діловод Сватівського волосного продовольчого інспектора райпродкому № 4 Куп'янського повіту Харківської губернії. У 1920 році вступив до комсомолу і став кандидатом в члени РКП(б).
У березні — серпні 1922 року — відповідальний секретар Макіївського волосного партійного осередку Куп'янського повіту Харківської губернії. У серпні — грудні 1922 року — курсант радянської партійної школи у місті Вовчанську Харківської губернії. У грудні 1922 — червні 1924 року — відповідальний секретар районного партійного осередку у селах Вільшанське і Покровське Куп'янського округу.
Член РКП(б) з лютого 1923 року.
У липні — листопаді 1924 року — завідувач млина споживспілки у селі Покровське Куп'янського округу. У листопаді 1924 — вересні 1925 року — завідувач організаційного відділу, завідувач Куп'янського окружного сільбуду. У вересні 1925 — серпні 1926 року — відповідальний інструктор Куп'янського окружного комітету КП(б)У.
У серпні 1926 — травні 1929 року — студент Ленінградського комуністичного університету.
У травні — жовтні 1929 року — завідувач навчальної частини Українського педагогічного технікуму в місті Грайвороні Бєлгородського округу. У жовтні 1929 — березні 1930 року — заступник завідувача Бєлгородського окружного відділу народної освіти.
У березні — серпні 1930 року — червоноармієць Московської пролетарської дивізії у місті Москві.
У серпні — грудні 1930 року — вчитель Бєлгородського педагогічного технікуму. У грудні 1930 — червні 1932 року — завідувач навчальної частини, завідувач Бєлгородської радянської партійної школи. У червні — серпні 1932 року — завідувач Єлецької радянської партійної школи Центрально-Чорноземної області РРФСР. У серпні 1932 — січні 1934 року — завідувач Тамбовської радянської партійної школи.
У січні 1934 — лютому 1938 року — начальник політичного відділу Дашівського (Яструбінецького) цукрорадгоспу Вінницької області.
У лютому — травні 1938 року — 3-й секретар Організаційного бюро ЦК КП(б)У по Полтавській області. У травні 1938 — лютому 1939 року — 2-й секретар Полтавського обласного комітету КП(б)У. У лютому 1939 — жовтні 1941 року — 1-й секретар Полтавського обласного комітету КП(б)У.
Учасник Другої світової війни, з жовтня 1941 по лютий 1942 року був начальником Оперативної групи Військової ради 12-ї армії Південного фронту. У лютому 1942 — вересні 1943 року — в резерві ЦК КП(б)У і ЦК ВКП(б).
У вересні 1943 — 23 травня 1945 року — 1-й секретар Полтавського обласного комітету КП(б)У.
У травні — жовтні 1945 року — начальник Управління в справах сільського і колгоспного будівництва при Раді Народних Комісарів Української РСР.
11 жовтня 1945 — 9 травня 1950 року — 1-й секретар Полтавського обласного комітету КП(б)У. Одночасно в грудні 1945 — 30 січня 1950 року — 1-й секретар Полтавського міського комітету КП(б)У.
У травні 1950 — травні 1951 року — слухач курсів перепідготовки перших секретарів обкомів при ЦК ВКП(б).
У травні — серпні 1951 року — інспектор ЦК КП(б)У.
3 вересня 1951 — березень 1953 року — 1-й секретар Одеського обласного комітету КП(б)У.
У березні — червні 1953 року — в резерві ЦК КПУ, в червні — вересні 1953 року — інспектор ЦК КПУ.
18 вересня 1953 — 17 липня 1955 року — 1-й секретар Чернігівського обласного комітету КПУ.
У червні 1955 — січні 1960 року — 1-й секретар Орловського обласного комітету КПРС.
У січні 1960 — січні 1968 року — член Комітету партійного контролю (Партійної комісії) при ЦК КПРС.
З січня 1968 року — на пенсії у Москві. Помер 2 червня 1978 року в Москві, похований на Троєкуровському кладовищі.

## Нагороди
- два ордени Леніна (7.02.1939, 23.01.1948)
- орден Трудового Червоного Прапора (19.02.1955)
- орден Вітчизняної війни 1-го ст. (1945)
- медалі